# 戴胜
戴胜，俗稱臭姑姑、墓崆雞、塚崆鳥，是犀鳥目戴勝科戴勝屬的一種鳥類。戴胜头有冠，五色如方胜，故而得名。戴胜有许多异名，如：戴任﹑戴纴、墓壙鳥（金門話：bōng-khòng-tsiáu）、鶝、鴔鵖、鵖鴔等。
戴勝是戴勝屬中分布最廣的物種。這種鳥類擁有獨特的肉桂色羽毛，黑白相間的翅膀，豎立的高冠，黑尾上有一條寬寬的白色帶狀斑紋，並且有一個長而窄、向下彎曲的喙。牠的叫聲是柔和的「oop-oop-oop」。
戴勝原產於歐洲、亞洲和非洲北部，在中国有广泛分布。其分布範圍北部的種群會進行遷徙。
戴胜是中国大陆常见的鸟类，经常被不同的民众观察到。

## 命名與分類
戴勝在有其二名法學名前，就已被法國博物學家皮埃爾·貝龍和瑞士博物學家康拉德·格斯納等人於1555年記載的一種鳥類。後來，瑞典博物學家卡爾·林奈在其《自然系統》第十版中，沿用了兩人的資料，描述了戴勝，並賦予其的學名，並沿用至今。

### 生物分類學
|  | 犀鳥科   |
|  |          |
|  | 地犀鳥科 |
|  |          |

|  | 林戴勝科 |
|  |          |
|  | 戴勝科   |
|  |          |

|  | 犀鳥科   |
|  |          |
|  | 地犀鳥科 |
|  |          |

|  | 林戴勝科 |
|  |          |
|  | 戴勝科   |
|  |          |

|  | 犀鳥科   |
|  |          |
|  | 地犀鳥科 |
|  |          |

|  | 林戴勝科 |
|  |          |
|  | 戴勝科   |
|  |          |

|  | 犀鳥科   |
|  |          |
|  | 地犀鳥科 |
|  |          |

|  | 林戴勝科 |
|  |          |
|  | 戴勝科   |
|  |          |

當時林奈將戴勝與、隱䴉和紅嘴山鴉分於同一屬下，歸於雀形目下。屬名及種小名皆源自於古希臘語的或，其中前者為拉丁語，而後者為古希臘語之轉寫，即指戴勝。後來於1990年的鳥類DNA分類系統中，這個物種因其多種獨立的特徵，而被歸入完全獨立的戴勝目中。後戴勝歸入佛法僧目下，但仍有研究表明其肌肉及羽毛與其他佛法僧有相當大的不同，直到2000年代的研究才始證明其親緣與犀鳥相近而被歸入犀鳥目下，而與雲雀、杜鵑等外觀相似的鳥類較遠。
戴勝長期被視為是僅有現存一科一屬一種的單型屬，但隨著研究進展，其中一個亞種有時會被視為是獨立種，而分佈於馬達加斯加的馬達加斯加戴勝今更是被視為獨立物種。當前根據世界鳥類學家聯合會15.1版的名錄，含指名亞種在內，戴勝一共有8個亞種。
- 指名亞種：分佈於北非與歐洲，俄羅斯葉尼塞河以西、中國大陸新疆與印度西北部。
- 普通亞種：由艾納爾·隆貝里（英语：Einar Lönnberg）於1909年描述，分佈於俄羅斯葉尼塞河以東至朝鮮、日本、中國大陸中部與西藏。
- ：由路德維希·賴興巴赫於1853年描述，分佈於印度中部與南部、斯里蘭卡。
- 華南亞種：由托馬斯·卡文希爾·傑頓（英语：Thomas C. Jerdon）於1862年描述，分佈於印度東北部至中國大陸南部、中南半島與馬來半島北部。
- ：由克里斯蒂安·路德維希·布雷姆（英语：Christian Ludwig Brehm）於1855年描述，分佈於埃及。
- ：由威廉·斯溫森（英语：William Swainson）於1837年描述，分佈於塞內加爾、甘比亞至索馬利亞之間。
- ：由安東·賴歇諾於1913年描述，分佈於喀麥隆至肯亞西北部、烏干達北部。
- ：由約翰·馬托伊斯·貝希斯坦於1811年描述，分佈於剛果民主共和國中部至肯亞中部，南至南非。

### 名稱
「戴勝」一名來自於作為動詞的「戴」，及一種古代女性头饰「勝」，是一種修饰额前或戴于头上的飾品，這種飾品就是模仿戴勝鳥的華麗頭冠而來。在古代，因其常於養桑蠶的季節出現，因此有著「（燕）降」之名，另也亦有著戴鵀、戴鳻、戴南、鳲鳩、織鳥等名。臺灣金門縣人會稱之「墓崆雞」或「塚崆鳥」，源自於早期金門多有突出於地面的墓葬，而戴勝又常築巢於上的習性，但現今金門的戴勝多利用廢棄舊屋的破洞隙縫築巢。

## 描述

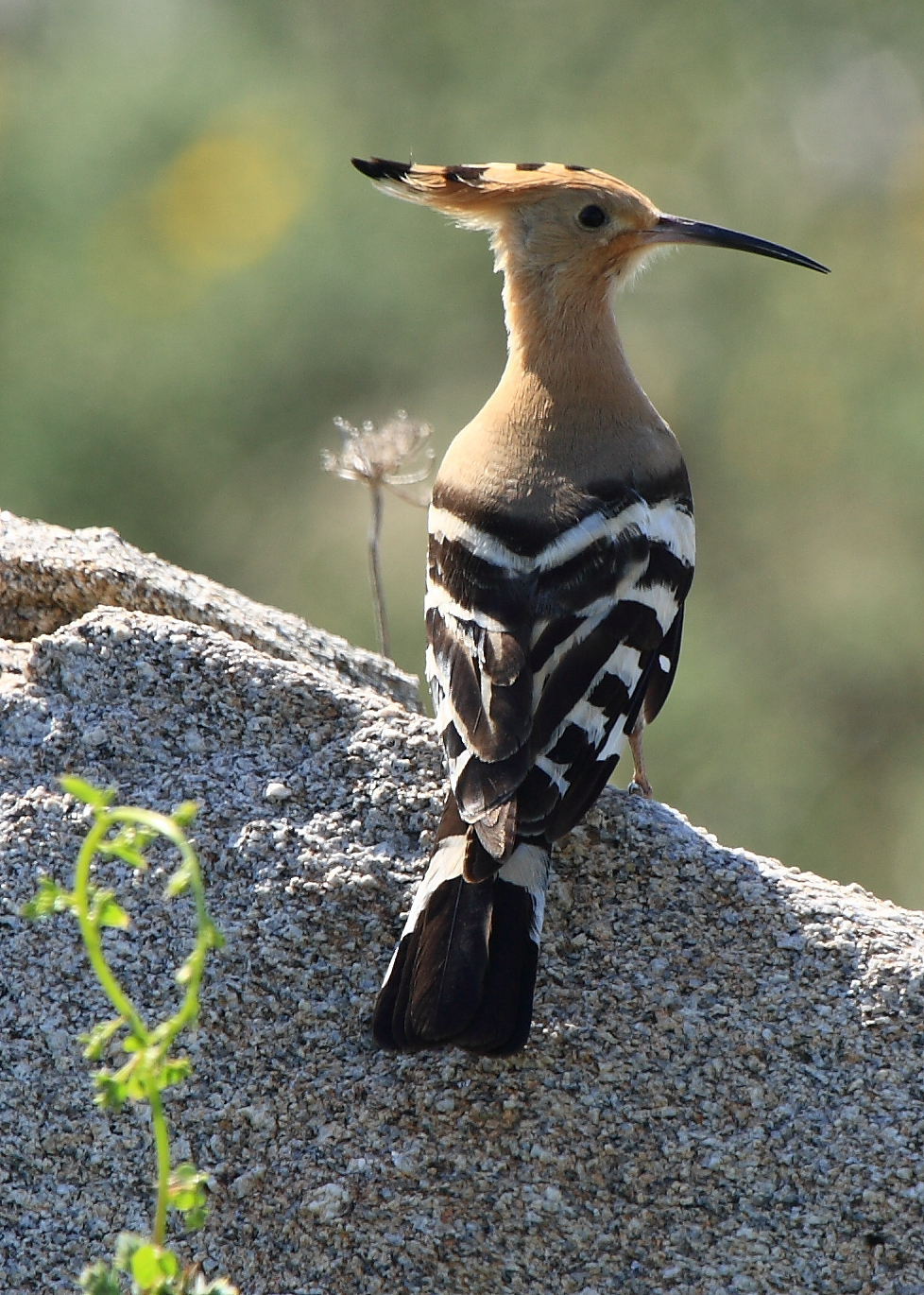
U. e. epops於 加利西亞，西班牙。

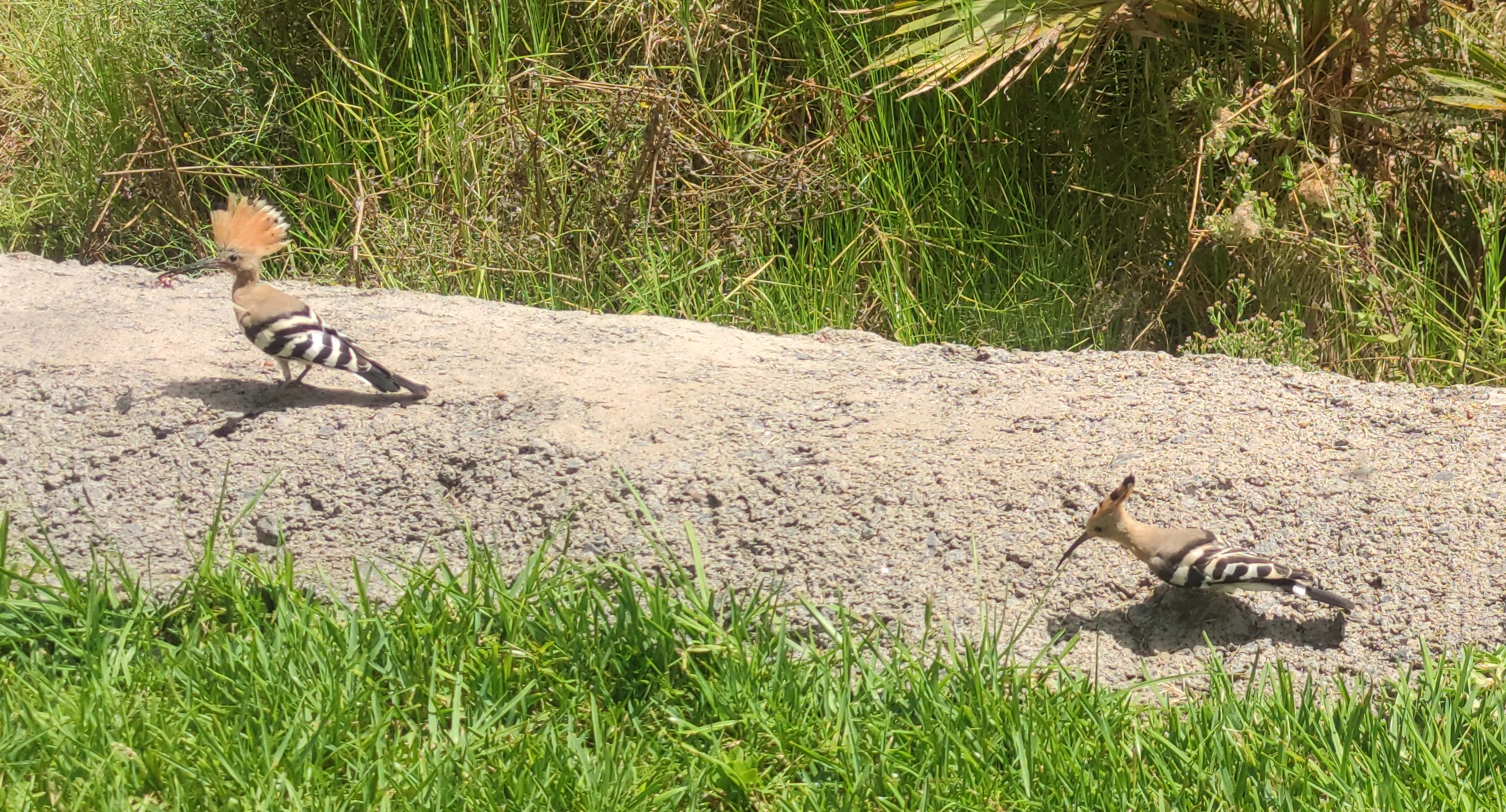
2021 年 7 月在特內里費島看到戴勝

戴勝是一種中型體型的鳥類，其體長26—32公分，體重約47—89公克。:410其鳥喙寬平均約5.7公釐、深平均約6.5公釐、嘴峰長平均約56.5公釐，翼長平均約14.4公分，翼展42—46公分；跗蹠平均長約21.2公釐，尾長平均約10.1公分。
這個物種是一種相當容易辨識的鳥類，以其細長下彎的喙、黑色末端的羽冠，及深粉褐色搭配黑白相間的斑紋為其特色。
雌雄外觀相似，但雌鳥的體色略顯黯淡，不過羽毛磨損的雄鳥與新換羽的雌鳥幾乎不能辨認。幼鳥初期外觀與成鳥雌性相近，但鳥喙明顯較短、且下彎程度較小；待嘴長得如成鳥後，整體色澤則通常更為黯淡、頭部與身體偏灰。

## 分布與棲地
戴勝廣泛分布於歐洲、亞洲、北非和撒哈拉以南非洲北部。大多數歐洲和北亞的鳥類在冬季會遷徙到熱帶地區。在歐洲繁殖的鳥類通常會遷徙至撒哈拉以南非洲的薩赫爾地帶。這些鳥主要在夜間遷徙。相比之下，非洲的種群則全年定居不遷徙。這個物種曾被記錄為阿拉斯加迷鳥；U. e. saturata 在1975年於育空-柯斯科克溫三角洲被觀察到。戴勝有時也會在其歐洲分布範圍以北的地區繁殖，並在英格蘭南部於溫暖、乾燥的夏季繁殖，當時那裡有大量蝗蟲和類似的昆蟲可供食用，然而到1980年代初，北歐的種群被報告呈下降趨勢，這可能與氣候變化有關。2015年，愛爾蘭觀察到創紀錄的戴勝數量，該國西南部至少記錄了50隻戴勝。這是自1965年以來的最高紀錄，當年觀察到65隻。
戴勝對其棲地有兩個基本要求：一是能供覓食的裸露或植被稀疏的地面，二是有垂直表面且帶有空洞（如樹木、懸崖，甚至牆壁、巢箱、乾草堆和廢棄的洞穴）的地方作為築巢地點。這些需求可以在多種生態系統中得到滿足，因此戴勝棲息於各種不同的棲地，包括荒原、有林草原、稀樹草原和草地，以及森林空地。
在某些地區，如錫蘭和西高止山脈，戴勝會根據降雨情況進行季節性遷徙。在遷徙途中，鳥類有時會出現在高海拔地區。一隻鳥曾在首次攀登珠穆朗瑪峰的探險中於約6,400米（21,000英尺）的高溫下被記錄到。

## 行為與生態
戴勝經常展開翅膀和尾巴緊貼地面，頭部抬起，進行日光浴，這曾被認為是防禦姿態；牠們常常在進行到一半時收起翅膀並梳理羽毛。牠們也喜歡進行塵浴和沙浴。

### 飛行

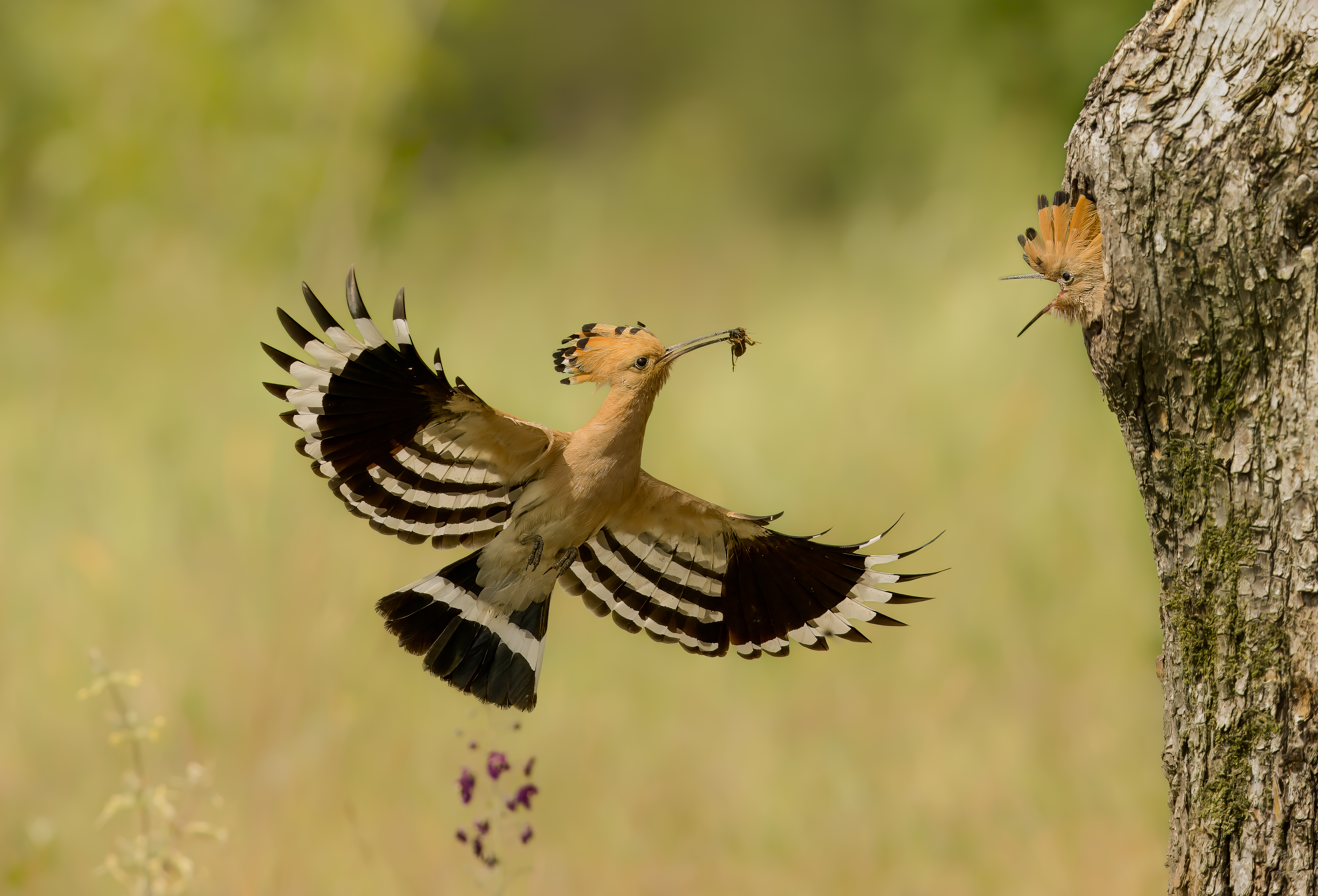
攝於捷克南摩拉維亞州

戴勝的飛行姿勢別具特色，一開始飛行的時候會類似於大型蝴蝶般地拍動翅膀，過一段時間後則顯得較為有力，被形容為飛行時如一隻巨大的黑白色圓翅蛾。

### 食物與覓食

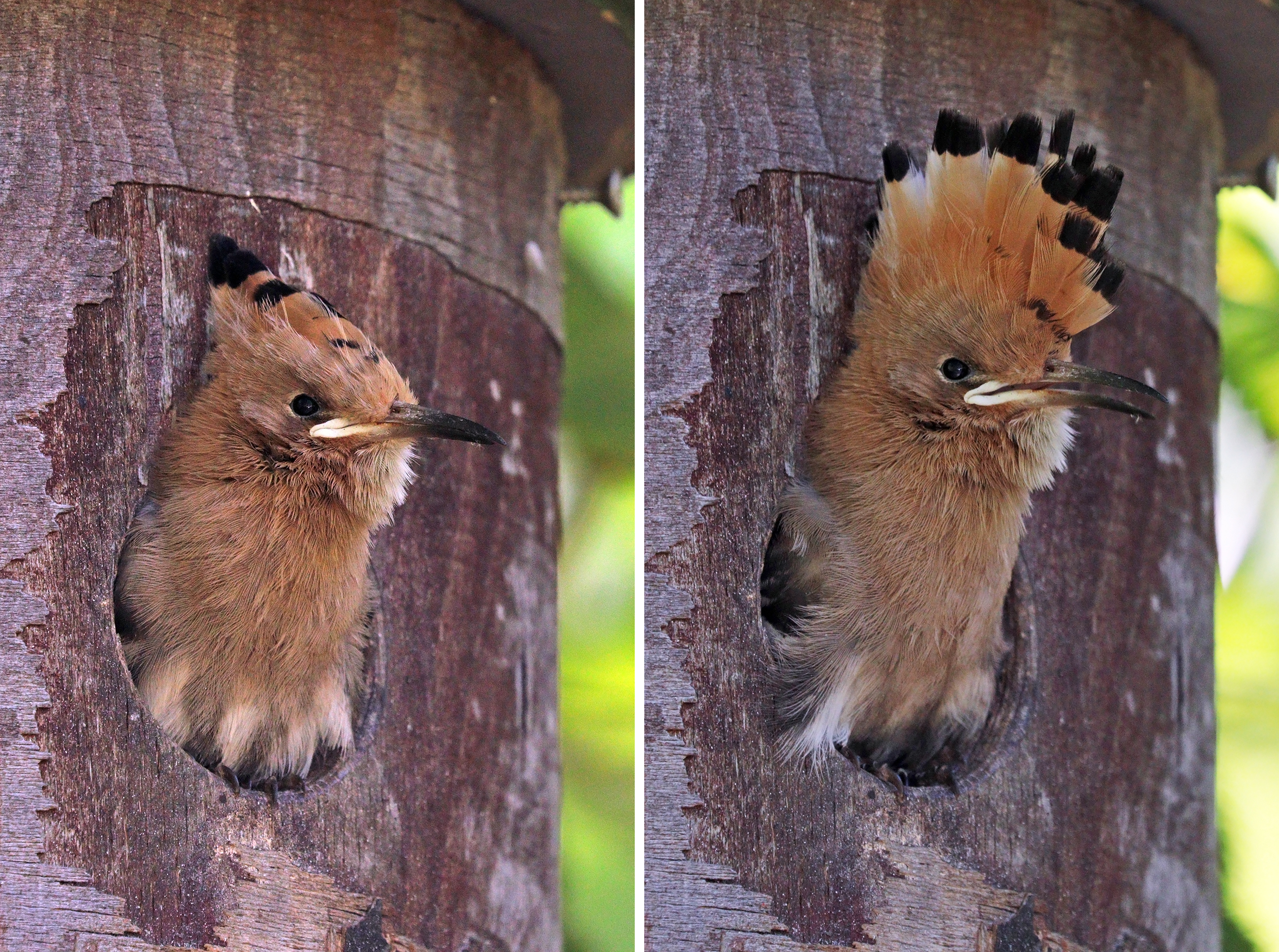
巢箱中的亞成鳥，匈牙利

戴勝是一種主要以昆蟲為食的鳥類，通常會在地面上啄食或以鳥喙翻找體型較大的昆蟲、幼蟲、蛹與蠕蟲。:411其食物大小甚少超越其鳥喙長度。:411曾被記錄到的食物包含蟋蟀、螻蛄、直翅目、金龜子科、步行蟲科）、蜘蛛、白蟻、螞蟻、蝗蟲、蟻蛉、大蚊屬幼蟲、椿象、蜈蚣等，且也有蜥蜴、蛇、蛙與壁虎等體長約15公分的小型脊椎動物、腐肉。:411

### 繁殖

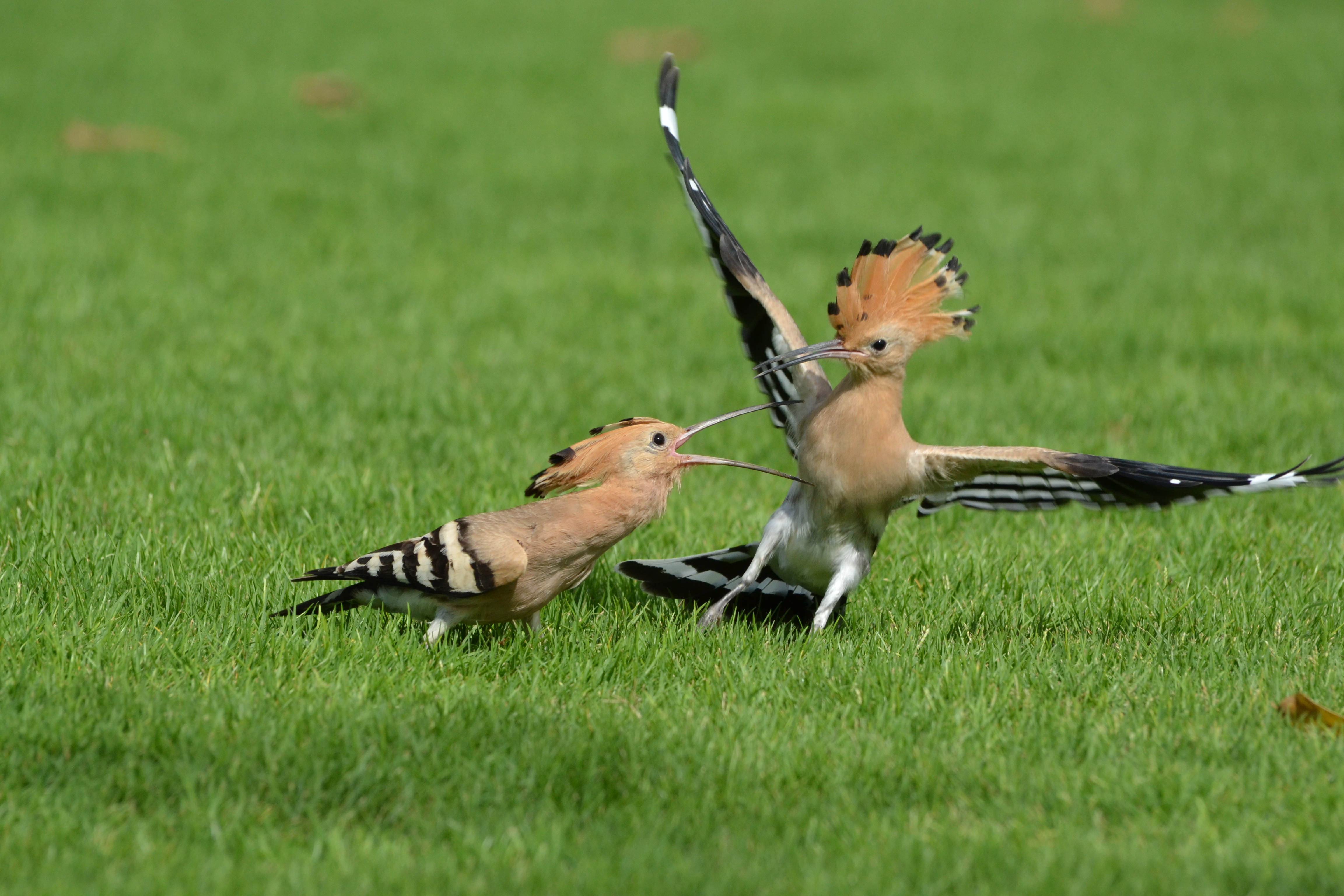
年輕和成熟的戴勝在杜拜公園

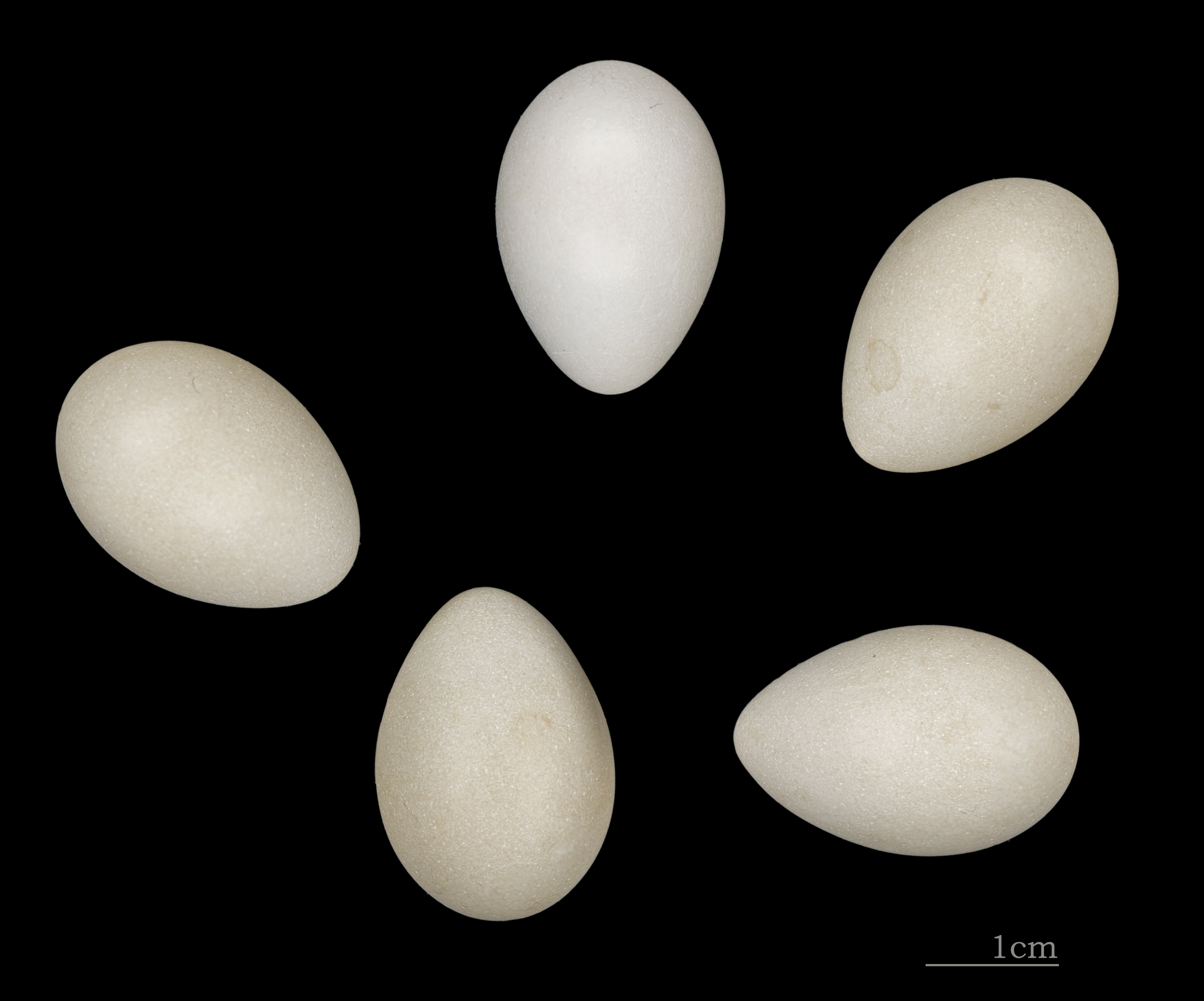
戴勝蛋土魯斯博物館

戴勝屬的鳥類是單配偶制，但配對關係顯然只持續一個繁殖季節，並且是領域性的。雄鳥經常鳴聲以宣示領地所有權。雄鳥之間（有時雌鳥之間）經常進行追逐和打鬥，並且可能非常殘酷。鳥類會嘗試用嘴啄刺對手，有時個體在打鬥中會失明。巢位於樹洞或牆洞內，入口狹窄。巢可能沒有襯墊，或者會收集各種廢料。雌鳥單獨負責孵蛋。每巢產卵數隨地區而異：北半球的鳥比南半球的鳥下更多的蛋，高緯度的鳥比接近赤道的鳥下更多的蛋。在中部和北部的歐洲與亞洲，巢卵數大約是12顆，而在熱帶地區大約是4顆，在亞熱帶地區大約是7顆。蛋呈圓形，剛產下時是乳藍色，但很快會在日益髒亂的巢中變色。它們的重量為4.5 g（0.16 oz）。可能會有補充的巢卵。
此物種的孵化期為15至18天，在此期間，雄鳥會餵食雌鳥。孵化從第一顆蛋產下後就開始，因此雛鳥的孵化時間是不一致的。雛鳥孵化時覆蓋著絨羽。大約三到五天後，羽管開始長出，最終會成為成鳥的羽毛。雛鳥由雌鳥照顧9至14天。之後雌鳥會與雄鳥一起尋找食物。雛鳥在26至29天後會飛離巢穴，並再與父母相處約一周。戴勝鳥顯示出不一致的孵化時間，這被認為是當食物供應不足時，控制雛鳥數量的一種方式。
戴勝鳥在巢中有發展良好的防禦掠食者的能力。孵卵和育雛的雌鳥的尾脂腺很快會分泌一種惡臭的液體，巢中的雛鳥的腺體也會這樣。這些分泌物會被塗抹在羽毛上。這種氣味像腐肉的分泌物，被認為有助於阻止掠食者，也可能阻止寄生蟲，並可能具有抗菌作用。最近的證據顯示，分泌物的成分可能會根據雌鳥尾脂腺的微生物組成而有所不同；此外，這些分泌物可能會影響蛋的顏色，作為孵化期間成鳥抗菌健康的指標。分泌物會在幼鳥離巢前不久停止。從六天大開始，雛鳥也能對入侵者噴射糞便，並會模仿蛇的嘶嘶聲威嚇入侵者。幼鳥也會用嘴或翅膀攻擊。

### 叫聲
戴勝的叫聲如「或魄、或魄」或「hoopo、hoopo」、「hoo-poo-poo」，這也是其英文名稱的由來。在喜馬拉雅山區，其叫聲與喜馬拉雅中杜鵑相似，但後者更常以4次叫聲組成一個完整單元，而非2或3次。其他叫聲包括在驚恐時發出的粗糙嘎鳴聲或嘶嘶聲，雌鳥在求偶餵食時會發出喘息般的叫聲。通常雄鳥的叫聲音節越多，繁殖成功率就會越高。

## 與人類的關係

### 文化意象
戴勝鳥在波斯被視為美德的象徵。在波斯詩歌集《鳥的會議》（由阿塔爾所著的《言鳥》）中，戴勝鳥是鳥類的領袖，當鳥類尋找國王時，戴勝鳥指出西摩是鳥類的國王。
戴勝鳥在歐洲大部分地區被認為是小偷，在斯堪地那維亞則被視為戰爭的預兆。在愛沙尼亞的傳統中，戴勝鳥與死亡和冥界有著緊密的聯繫；人們相信它的歌聲預示著許多人或牲畜的死亡。
漢族民間信仰的廁神紫姑也與戴勝有所關係，因為古時祭拜紫姑時常用以占卜養桑蠶之事，因此唐朝詩人賈島的題戴勝一詩中即將兩者連接，將戴勝視為其化身：
星點花冠道士衣，紫陽宮女化身飛。能傳上界春消息，若到蓬山莫放歸。
——賈島，題戴勝

### 猶太與戴勝
在猶太典籍中，曾有戴勝鳥群協助所羅門王遮蔭，並獲得了金冠作為其要求的獎賞，卻反而遭到獵人獵殺；後來所羅門王遂拉起其羽毛，取代了金冠，成為現今模樣的預言存在。這種鳥類也作為來往於所羅門王與示巴女王之間的信使。但在《利未記》與《申命記》中，戴勝被視作一種不潔之鳥。
以色列於2008年的建國60週年慶祝活動中，從兀鹫、红额金翅雀、太阳鸟等鳥類中，投票選出了戴勝作為其國鳥。

### 其他
戴勝是金門縣常見的留鳥，訂為金門縣野鳥協會會鳥，獲選為金門觀光公車吉祥物。
在摩洛哥，戴勝鳥主要在草藥店的市場上作為活體或藥材進行交易。這種交易未經監管，對當地種群構成潛在威脅。
在BBC的兒童電視劇《花园宝宝》中，三隻經CGI強化的戴勝鳥與其他名為"tittifers"的鳥類一起，經常吹奏歌曲。

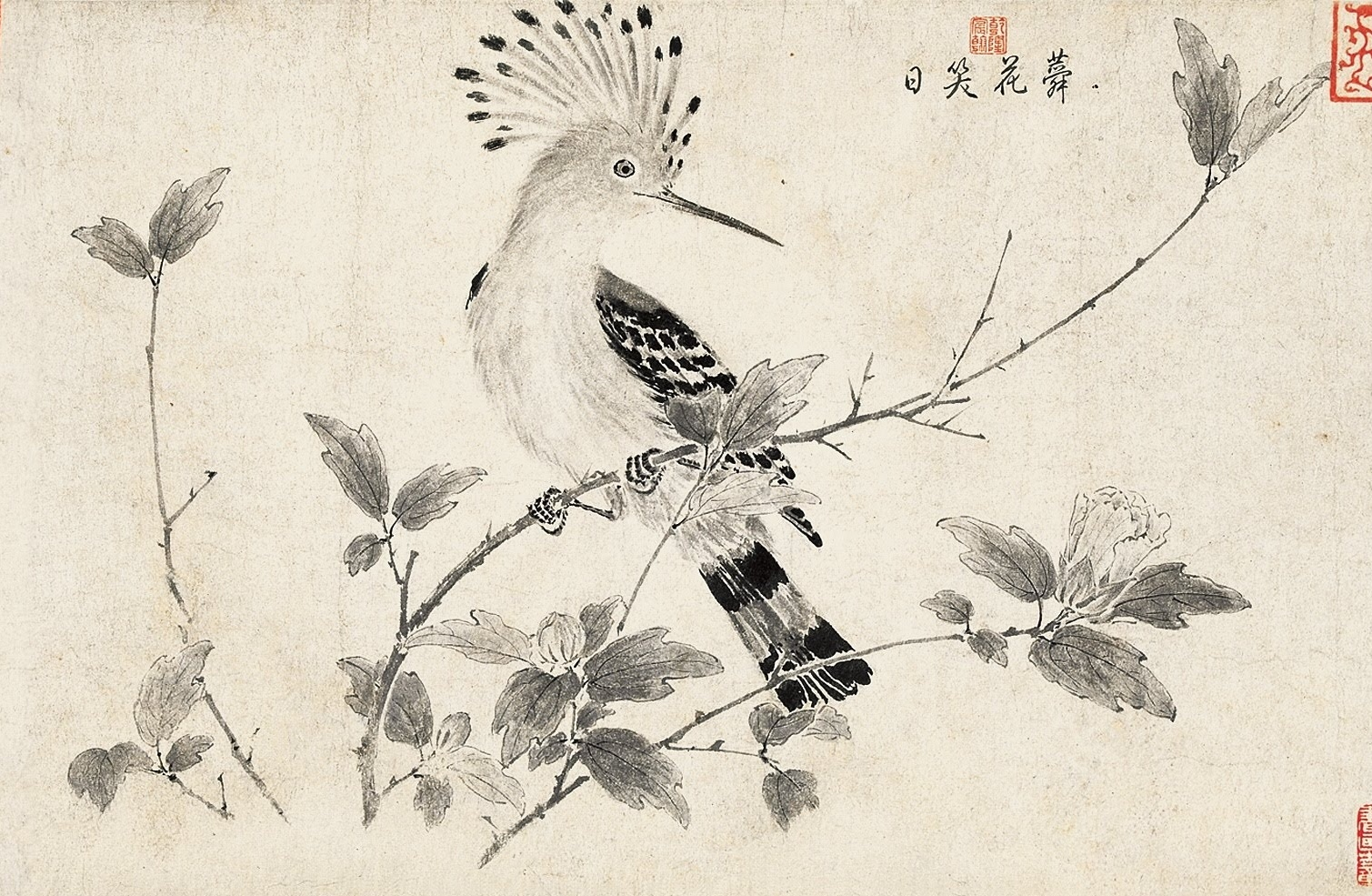
12世紀宋徽宗的《寫生珍禽圖》卷中出現了戴勝
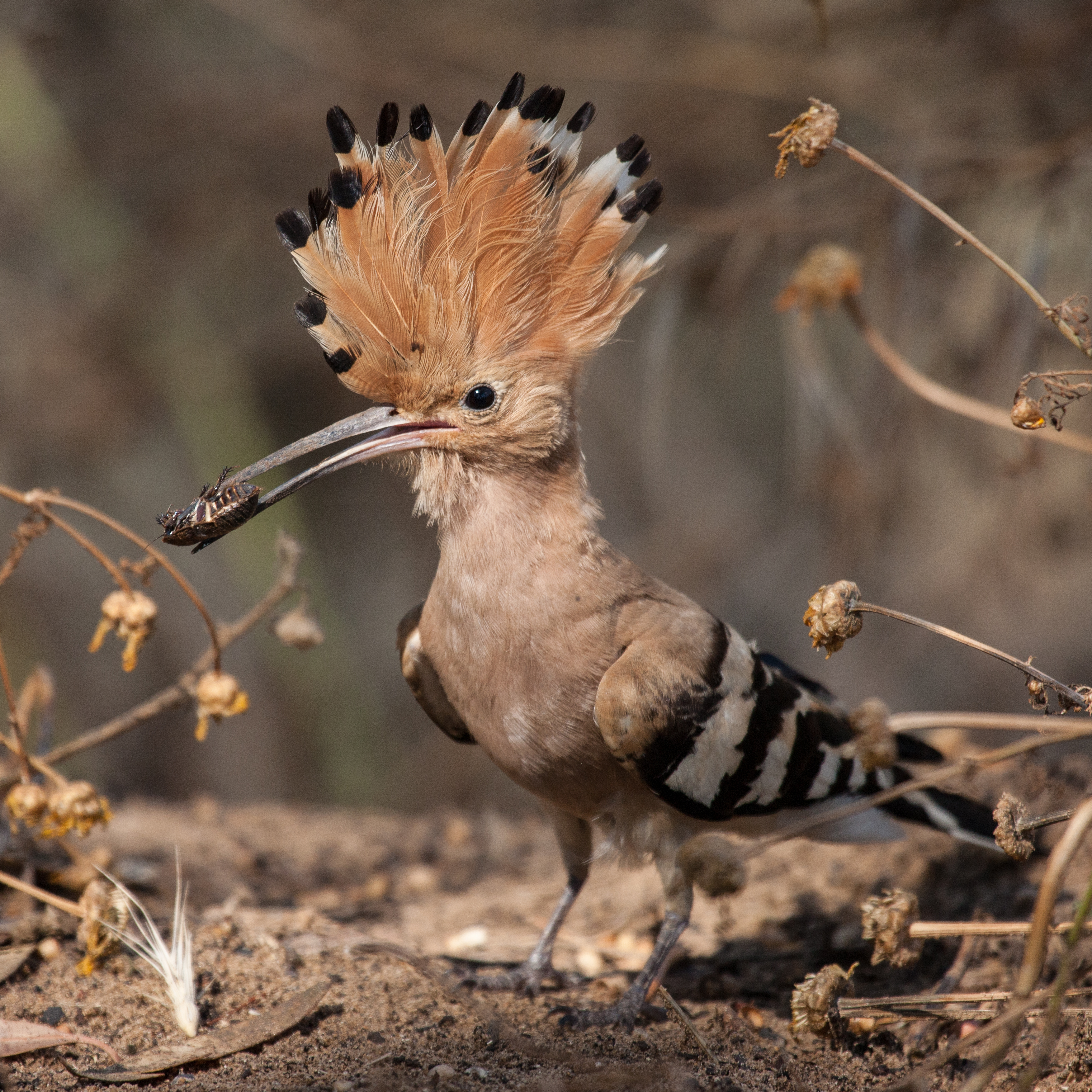
戴勝在以色列。戴勝鳥是以色列的國鳥.
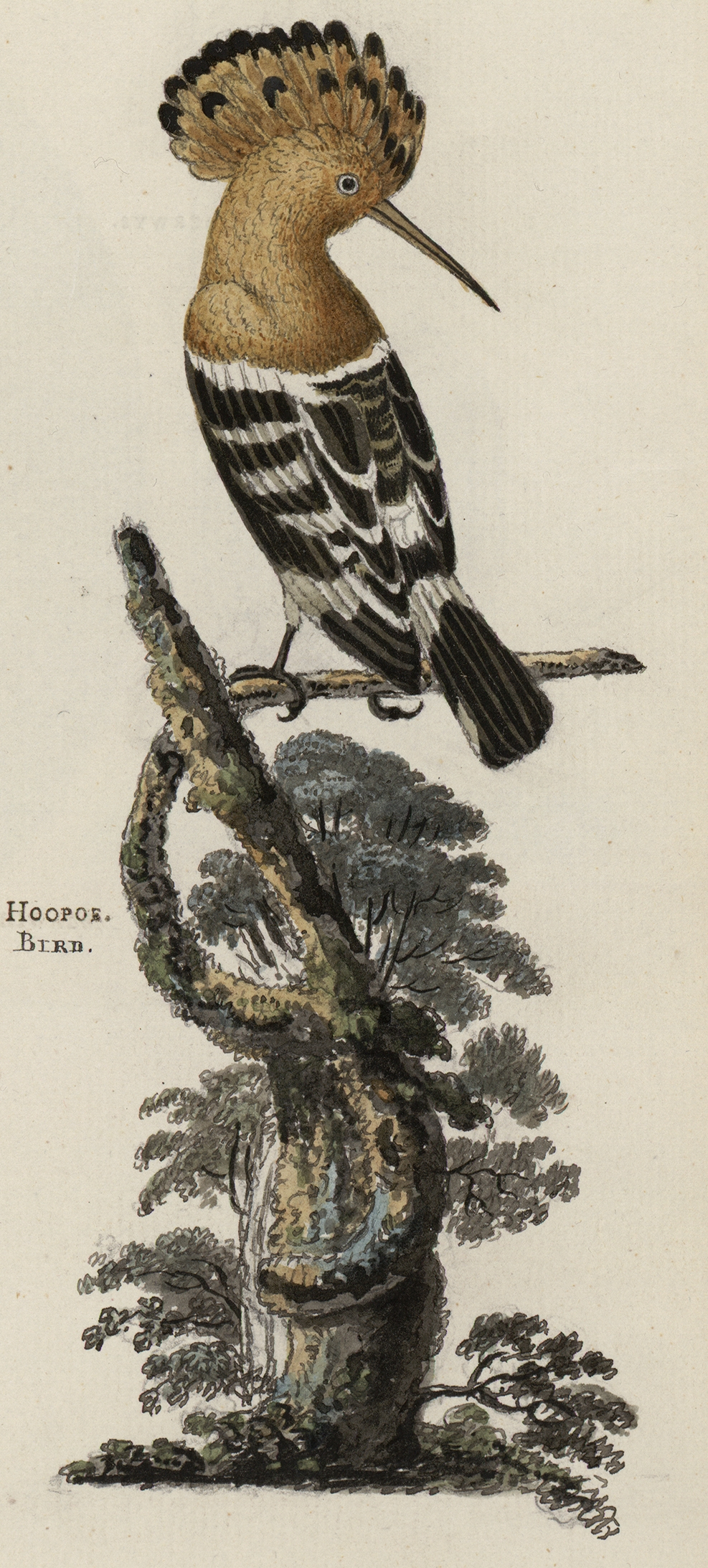
根據記載，戴勝鳥於 18 世紀曾出現於英國
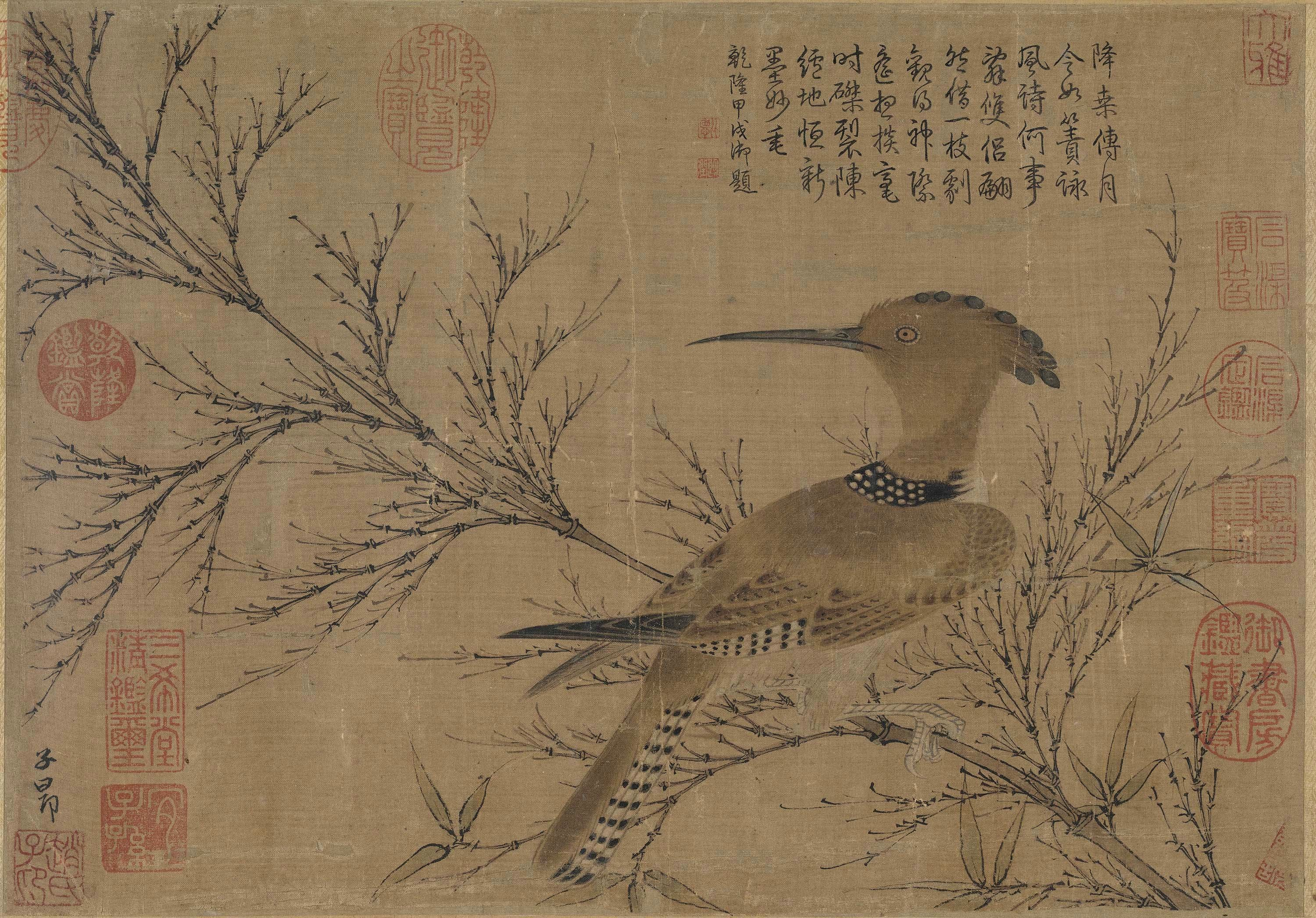
趙孟頫之幽篁戴勝圖

## 保育狀況
根據IUCN的分類，歐亞戴勝鳥被列為"無危"物種。儘管如此，根據該組織的報告，自2008年以來，該物種持續衰退，原因是棲地喪失和過度捕獵。
在南歐和亞洲，捕獵是一個值得關注的問題。
在歐洲，戴勝鳥的種群似乎保持穩定，但在一些地區受到了威脅。該鳥在瑞典被認為已經滅絕，在波蘭則需要"積極保護"。然而，在瑞士，這個物種已經恢復並穩定，但仍然脆弱。

## 延伸阅读
[在维基数据编辑]
 《欽定古今圖書集成·博物彙編·禽蟲典·戴勝部》，出自陈梦雷《古今圖書集成》